# Loi sur la laïcité de l'État
Lire en ligne

texte officiel

La Loi sur la laïcité de l'État est une loi québécoise adoptée le 16 juin 2019 par le Parlement du Québec. Elle est la première loi à disposer que « L’État du Québec est laïque » (article 1). Elle interdit le port de signes religieux aux employés de l'État en position d'autorité coercitive, tels que les policiers et les juges, ainsi qu'aux enseignants du réseau d'enseignement public, tout en reconnaissant un droit acquis aux personnes déjà en poste le 27 mars 2019, soit le jour précédant la présentation du projet de loi.
Bien qu'elle mette en pratique la disposition de dérogation de la Charte canadienne, cette loi fut depuis son adoption l'objet de contestations judiciaires initiées notamment par certaines commissions scolaires, des syndicats d'enseignement, ainsi que par des associations représentatives des minorités religieuses. Dans un jugement rendu le 29 février 2024, la Cour d'appel du Québec confirme la validité de la loi, mais affirme, tout comme le jugement précédent de la Cour supérieure, que ses dispositions concernant le port de signes religieux ne peuvent s'appliquer aux élus de l'Assemblée nationale. Néanmoins, contrairement au juge de l'instance inférieure, les trois juges de la Cour d'appel stipulent que la Loi sur la laïcité doit s'appliquer aux commissions scolaires anglophones. Le 11 avril 2024, la commission scolaire anglophone English-Montréal annonce qu'elle porte la décision en appel devant la Cour suprême du Canada. La Cour suprême accepte d'entendre la contestation le 23 janvier 2025.

## Description

### Laïcité de l'État
L'article premier dispose que « L’État du Québec est laïque. » La laïcité s'applique conformément à quatre principes : la séparation de l'État et des religions, la neutralité religieuse de l'État, l’égalité de tous les citoyens et citoyennes, ainsi que la liberté de conscience et la liberté de religion. Les institutions parlementaires, gouvernementales et judiciaires doivent se conformer, au nom de la laïcité de l'État, à ces quatre principes, « en fait et en apparence. » Dans le cas des institutions judiciaires, il appartient au Conseil de la magistrature du Québec de fixer les règles d'application des principes de la laïcité de l'État. Par ailleurs, l'article 4 alinéa 2 reconnaît à toute personne le « droit à des institutions parlementaires, gouvernementales et judiciaires laïques ainsi qu'à des services publics laïques. »
La loi l'emporte sur toute autre loi adoptée ultérieurement, à moins que celle-ci précise qu'elle s'applique indépendamment de la loi sur la laïcité de l'État. Malgré ce qui précède, les articles 1 à 3, qui affirment la laïcité de l'État et de ses institutions parlementaires, gouvernementales et judiciaires, n'ont pas préséance sur les lois adoptées antérieurement. Aucune convention collective ne peut inclure une disposition qui soit contraire à la loi.

### Interdiction du port de signes religieux chez les fonctionnaires en position d'autorité
La loi interdit à certaines catégories de fonctionnaires le port de signes religieux dans le cadre de leurs fonctions. La loi prévoit notamment que le port de signes religieux, quels qu'ils soient, sera interdit à tous les fonctionnaires exerçant une position d'autorité coercitive, tels que les policiers, les juges et les gardiens de prison. Parmi les personnes visées, on compte aussi le président et les vice-présidents de l'Assemblée nationale, le ministre de la Justice et procureur général du Québec, le Directeur des poursuites criminelles et pénales, ainsi que les directeurs d'école et enseignants des commissions scolaires du Québec. Malgré ce qui précède, la loi contient une clause d'antériorité, familièrement appelée « clause grand-père », qui prévoit que tout fonctionnaire qui portait déjà un signe religieux le jour précédant le dépôt du projet de loi, le 27 mars 2019, conservera ce droit acquis tant qu'il exercera les mêmes fonctions au sein de la même institution.
Contrairement au projet avorté de Charte des valeurs, il n'y a pas de distinction entre les différents signes religieux, que ce soit en fonction de leur petite ou grande taille ou du fait qu'ils soient affichés ou dissimulés. L'article 6 définit comme étant un signe religieux aux yeux de la loi « tout objet, notamment un vêtement, un symbole, un bijou, une parure, un accessoire ou un couvre-chef qui est 1° soit porté en lien avec une conviction ou une croyance religieuse, 2° soit raisonnablement considéré comme référant à une appartenance religieuse ». Les alliances portées au doigt ne sont pas concernées par cette définition, selon le ministre Jolin-Barrette. Répondant à des préoccupations soulevées par Xavier Watso, un enseignant abénaquis, le gouvernement caquiste a aussi assuré que les symboles spirituels autochtones n'étaient pas touchés par les dispositions de la loi.
Interpellé à ce sujet par l’Association des étudiants en éducation de l’Université de Montréal, le ministre de l'Éducation Jean-François Roberge a indiqué le 26 novembre 2019 que la Loi 21 ne s'applique pas aux étudiantes et étudiants en enseignement ; par conséquent, les commissions scolaires ne peuvent pas exiger de ces derniers qu'ils s'abstiennent de porter des signes religieux en classe au cours de leur stage.

### Services offerts et reçus à visage découvert

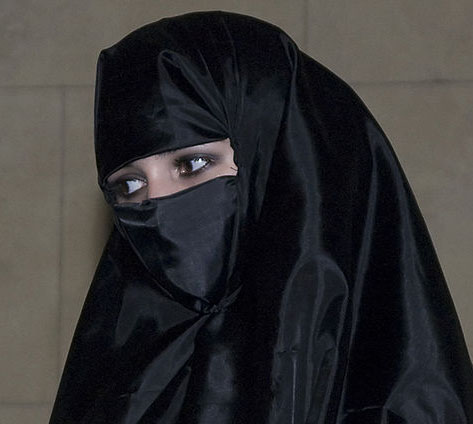
La loi interdit aux fonctionnaires d'avoir le visage dissimulé dans l'exercice de leurs fonctions.

Conformément à l'article 8, tout employé de la fonction publique doit exercer ses fonctions à visage découvert et tout citoyen qui souhaite être servi par l'État doit également le faire à visage découvert, si cela s'avère nécessaire pour vérifier son identité ou pour des questions de sécurité. Cependant, le devoir d'offrir et de recevoir des services publics à visage découvert peut ne pas être appliqué pour des raisons de santé, de handicap ou liées à la nature du travail exercé. En tous autres cas, aucun accommodement ne sera accordé par rapport au principe du service à visage découvert et à l'interdiction faite à certains fonctionnaires d'arborer des symboles religieux.
À ce propos, la loi apporte des modifications à la Loi favorisant le respect de la neutralité religieuse de l’État, familièrement appelée « Loi 62 ». L'article 10 de cette loi prévoyait que tout usager des services publics devait faire affaire avec l'État à visage découvert ; son application fut suspendue par deux jugements de la Cour supérieure du Québec rendus en décembre 2017, puis en juin 2018. La nouvelle loi abroge cet article de la Loi 62, de telle sorte que ce sont les dispositions de l'article 8 de la Loi sur la laïcité de l'État qui s'appliqueront.
Par ailleurs, la loi sur la laïcité de l'État crée un nouvel article au sein de la Loi sur la neutralité religieuse, l'article 17.1, qui prévoit qu'aucun accommodement ne sera fait quant à l'obligation de neutralité religieuse, à l'exception des dispositions prévues par la Loi 62 elle-même. La loi sur la laïcité abroge ou modifie plusieurs autres articles de la Loi sur la neutralité religieuse.

### Modification de la Charte des droits et libertés de la personne
La loi vient amender la Charte québécoise des droits et libertés de la personne en ajoutant, au sein de son préambule, l'alinéa suivant : « Considérant l’importance fondamentale que la nation québécoise accorde à la laïcité de l’État ». La loi modifie aussi l'article 9.1 de la Charte, de façon à préciser que la loi peut fixer et aménager l'exercice des libertés et droits fondamentaux afin de garantir entre autres le « respect (...) de la laïcité de l’État ».
La loi sur la laïcité de l'État s'applique indépendamment des articles 2 et 7 à 15 de la Charte canadienne des droits et libertés et des articles 1 à 38 de la Charte québécoise des droits et libertés de la personne, conformément aux articles de dérogation prévus par celles-ci.

### Crucifix dans les institutions publiques

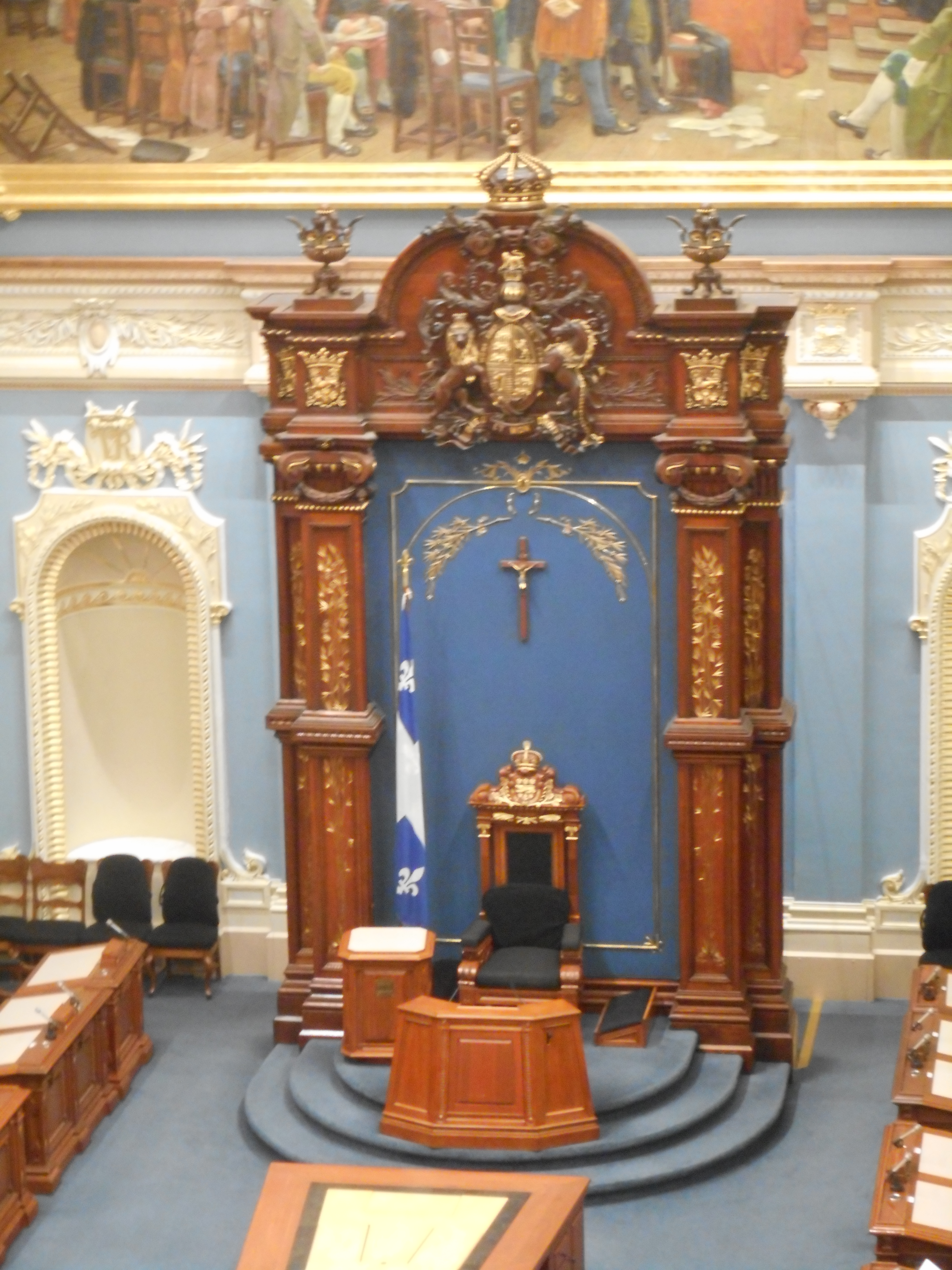
Un crucifix était accroché au-dessus du siège du président de l'Assemblée nationale depuis 1936. Il est retiré le 9 juillet 2019.

Le jour du dépôt du projet de loi, le 28 mars 2019, l'Assemblée nationale adopta à l'unanimité une motion mandatant « le Bureau de l’Assemblée nationale, suivant l’adoption du projet de loi no 21 "Loi sur la laïcité de l’État", afin que ce dernier déplace le crucifix du Salon bleu pour le mettre en valeur dans l’enceinte du Parlement ». Le 9 juillet, un employé de l'Assemblée nationale muni de gants blancs retira le crucifix puis le déposa dans une boîte coussinée,. Depuis le 17 septembre 2019, les deux crucifix préservés de l'Assemblée nationale - l'original de 1936 et son remplaçant de 1982 - sont installés dans une vitrine muséale aménagée au parquet du Parlement.
Par ailleurs, si la ministre de la Justice Sonia Lebel a fait savoir le 6 juin 2019 que tous les crucifix seraient définitivement retirés des palais de justice québécois, aucune décision semblable ne fut prise aux ministères de l'Éducation et de la Santé. En fait, la loi sur la laïcité de l’État n'interdit pas la présence de crucifix sur les murs des hôpitaux et écoles du Québec, là où ils sont toujours présents. Ajouté par amendement quelques heures avant l'adoption définitive du projet de loi, l'article 17 a même pour conséquence d'empêcher les recours judiciaires exigeant le retrait d'un symbole religieux présent dans ces institutions. La décision de maintenir ou de retirer ces objets relèvent directement des directions des établissements scolaires et hospitaliers. Par ailleurs, l'article 17 prévoit que les articles 1 à 3 de la loi ne peuvent « être interprétés comme ayant un effet sur la toponymie, sur la dénomination d’une institution visée à l’article 3 ou sur une dénomination que celle-ci emploie ».

## Historique

### Douze années de débats religieux

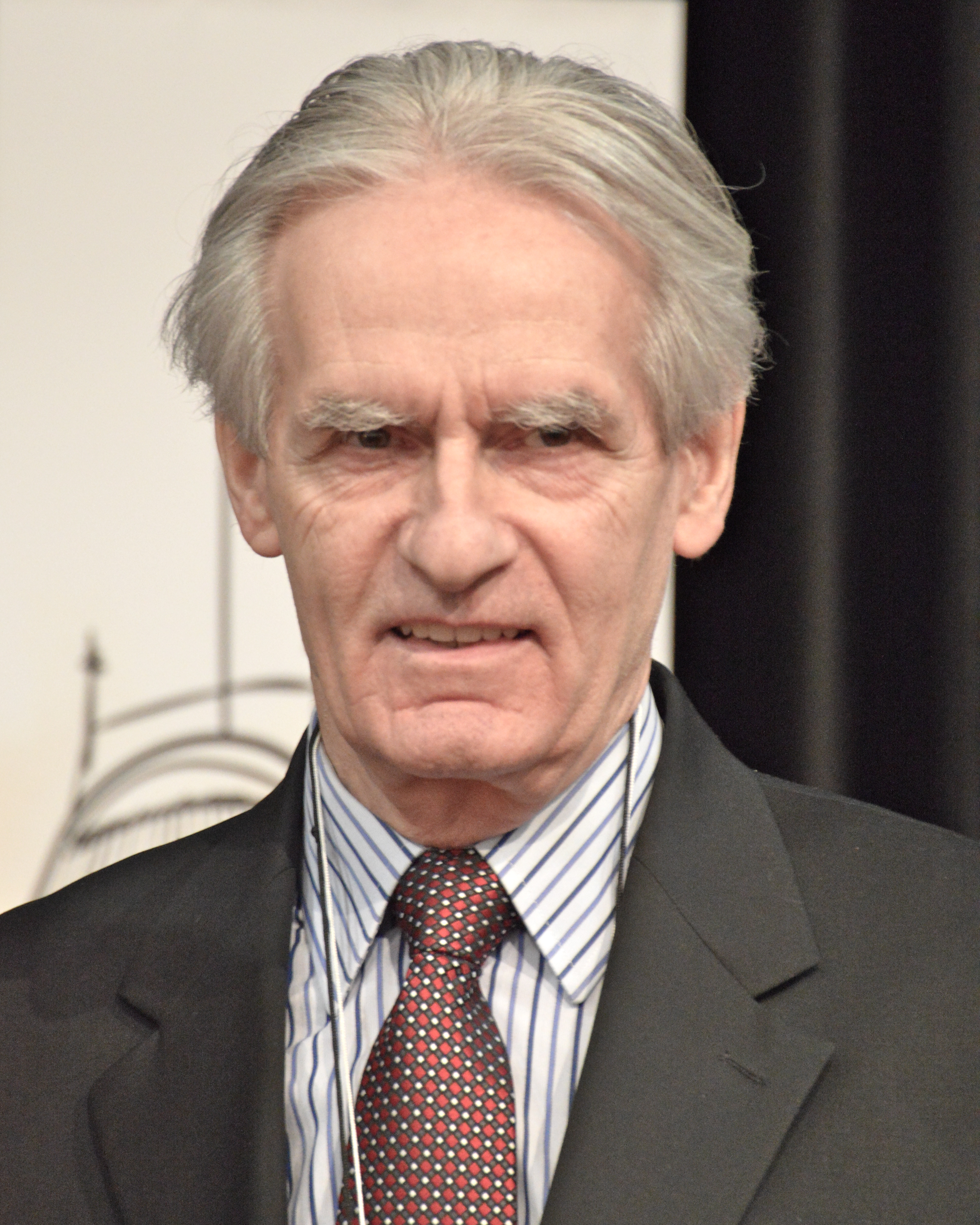
Gérard Bouchard.

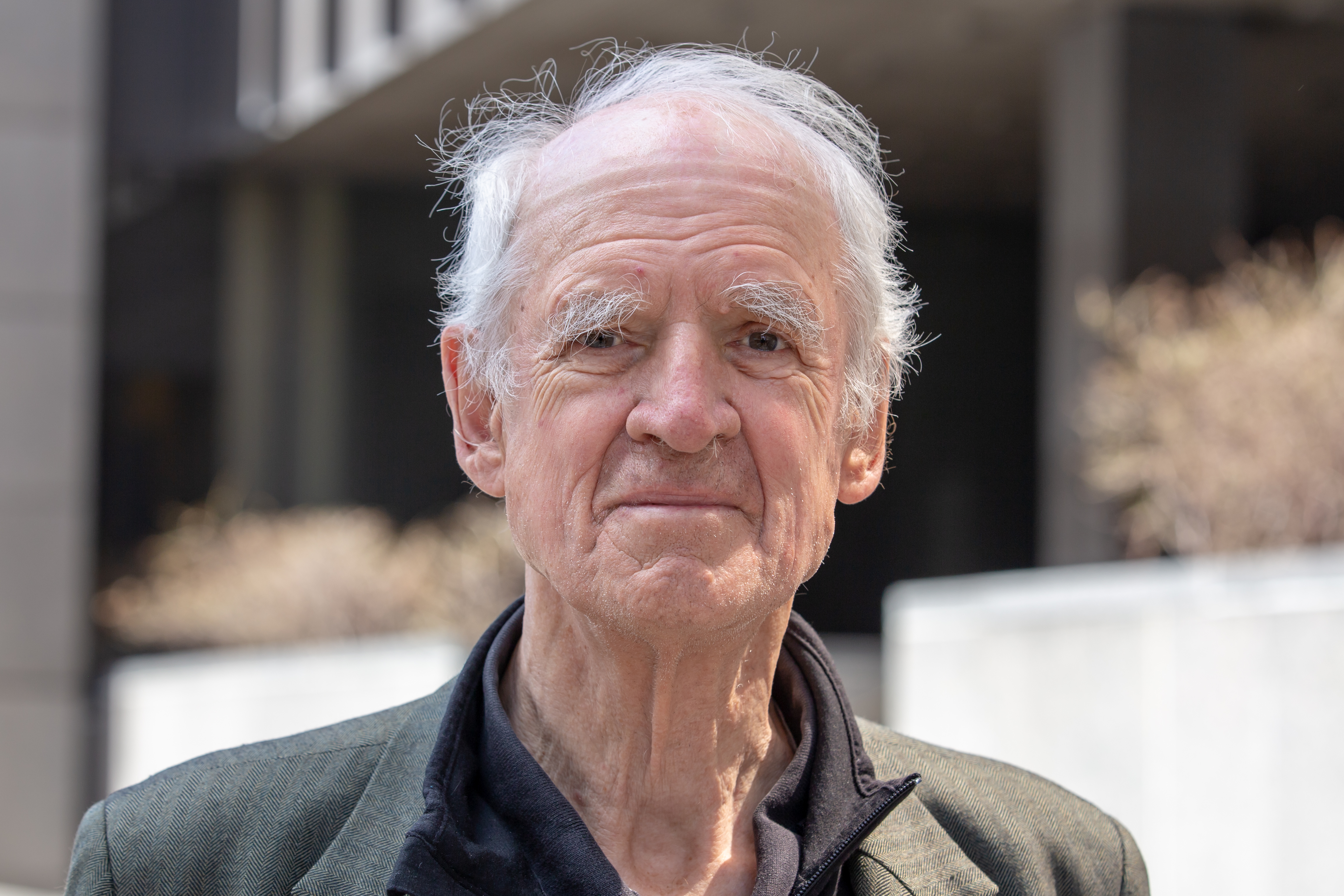
Charles Taylor.

#### Commission Bouchard-Taylor
Au cours de la décennie des années 2000, le Québec fut touché par divers débats portant sur la place de la religion dans la société. Des événements tels que le jugement de la Cour suprême du Canada autorisant le port du kirpan —un poignard sikh — dans les écoles, l'installation de vitres givrées au YMCA d'Outremont, puis l'adoption d'un code de vie par la municipalité d'Hérouxville marquèrent l'actualité. Instituée le 8 février 2007 par le premier ministre Jean Charest pour étudier l'enjeu des accommodements raisonnables, la Commission Bouchard-Taylor a proposé dans son rapport dévoilé le 22 mai 2008 d'inscrire les principes d'interculturalisme et de laïcité ouverte dans la loi et d'interdire le port de symboles religieux aux agents de l'État en position d'autorité, tels que les policiers, les gardiens de prison et les juges. Les deux commissaires proposèrent également le retrait du crucifix installé au-dessus du trône du président de l'Assemblée nationale du Québec, ce que les parlementaires refusèrent à l'unanimité à l'époque,.

#### Projets de loi morts au feuilleton
Le 24 mars 2010, le gouvernement Charest a déposé le Projet de loi no 94 prévoyant que les services de l'État devraient se donner et se recevoir à visage découvert, mais celui-ci ne fut jamais adopté. Le 7 novembre 2013, le gouvernement Marois a déposé un projet de Charte des valeurs québécoises. En vertu de cette Charte, le port de symboles religieux ostentatoires aurait été interdit pour tous les employés des secteurs publics et parapublics, y compris les enseignants et les éducatrices en garderie. Le Parlement du Québec fut dissous avant que ce projet de Charte des valeurs ne puisse être soumis à un vote.

#### Loi sur la neutralité religieuse
Le 10 juin 2015, le gouvernement Couillard dépose le projet de loi no 62 intitulé Loi favorisant le respect de la neutralité religieuse de l’État et visant notamment à encadrer les demandes d’accommodements pour un motif religieux dans certains organisme. Ce projet de loi reprend le principe du défunt projet de loi no 94 du gouvernement Charest, à savoir que tout service public devrait se donner et se recevoir à visage découvert. Cette obligation ne s'applique toutefois pas aux fonctionnaires si les conditions de travail exigent de se couvrir le visage. Elle peut aussi être sujette à un accommodement.
Le projet de loi fut adopté et sanctionné le 18 octobre 2017,. La Loi est contestée devant les tribunaux. Le jugement provisoire rendu par la Cour supérieure du Québec le 1er décembre 2017 suspend l'article de la Loi portant sur l'obligation de donner et de recevoir des services de l'État à visage découvert,. Le 28 juin 2018, la cause Conseil national des musulmans canadiens (CNMC) c. le Procureur général du Québec est entendue sur le fond par la Cour qui maintint la suspension de l'article 10, estimant que les lignes directrices fournies par le gouvernement ne permettait pas une interprétation claire des modalités d'application dudit article,.

#### Première étudiante en techniques policières voilée
Le rapport Bouchard-Taylor proposait entre autres d'interdire le port de signes religieux aux policiers, aux gardiens de prison, ainsi qu'aux juges. Pendant plusieurs années, le fait qu'une personne occupant l'une de ces trois professions au Québec puisse vouloir afficher ostensiblement sa foi dans l'exercice de ses fonctions demeurait essentiellement hypothétique ; le premier ministre Philippe Couillard parlant même le 10 avril 2018 d'un enjeu « imaginaire ». La situation changea deux jours plus tard, lorsque les médias révélèrent la présence d'une première étudiante voilée en Techniques policières. Le Parti québécois et la Coalition avenir Québec ont aussitôt rappelé qu'ils entendaient, s'ils étaient élus, interdire le port de signes religieux à tous les policiers. De son côté, le chef du Parti libéral Philippe Couillard, pour qui cette étudiante était une « pionnière », a mis au défi ses adversaires péquiste et caquiste d'aller lui expliquer leur proposition face à face, alors que sa ministre de la Justice Stéphanie Vallée rappelait que « le port de signes religieux, il n’est pas proscrit, il est permis ».

#### Élections générales québécoises de 2018
À la veille du déclenchement des élections générales de 2018, le chef de la Coalition avenir Québec, François Legault, a promis d'abroger la Loi 62 adoptée par le gouvernement sortant, pour la remplacer par une nouvelle loi fondée sur « le consensus de Bouchard-Taylor plus les enseignants. » Au cours des débats des chefs, le chef caquiste a accusé à plusieurs reprises le premier ministre libéral Philippe Couillard sortant d'être un « donneur de leçon »,. Le 1er octobre 2018, la CAQ remporta la majorité absolue des sièges à l'Assemblée nationale du Québec. Le 9 octobre suivant, le premier ministre désigné répéta que le crucifix demeurerait à l'Assemblée nationale.

### Projet de loi

#### État des lieux
Le 5 février 2019, le quotidien La Presse révéla qu'un sondage fut adressé en juin 2018 aux directions des 2616 écoles de la province à l'initiative du ministère de l'Éducation. Ce sondage demandait notamment d'identifier combien d'individus au sein du personnel arboraient un symbole religieux dans le cadre de leurs fonctions. Le taux de réponse fut de 44,5 %. 16 % des écoles ayant fourni une réponse ont affirmé avoir un ou des membres du personnel entrant dans cette catégorie. 46,9 % font partie du personnel de soutien, 38,8 % du personnel enseignant, 8 % du personnel administratif et 6,3 % du personnel professionnel. Notons que le personnel des services de garde n'était pas comptabilisé dans le sondage.
Du côté des policiers, au moment du dépôt du projet de loi, le Service de police de la ville de Montréal ne comptait aucun agent de police aborant des symboles religieux dans le cadre de leurs fonctions.

#### Dépôt du projet de loi

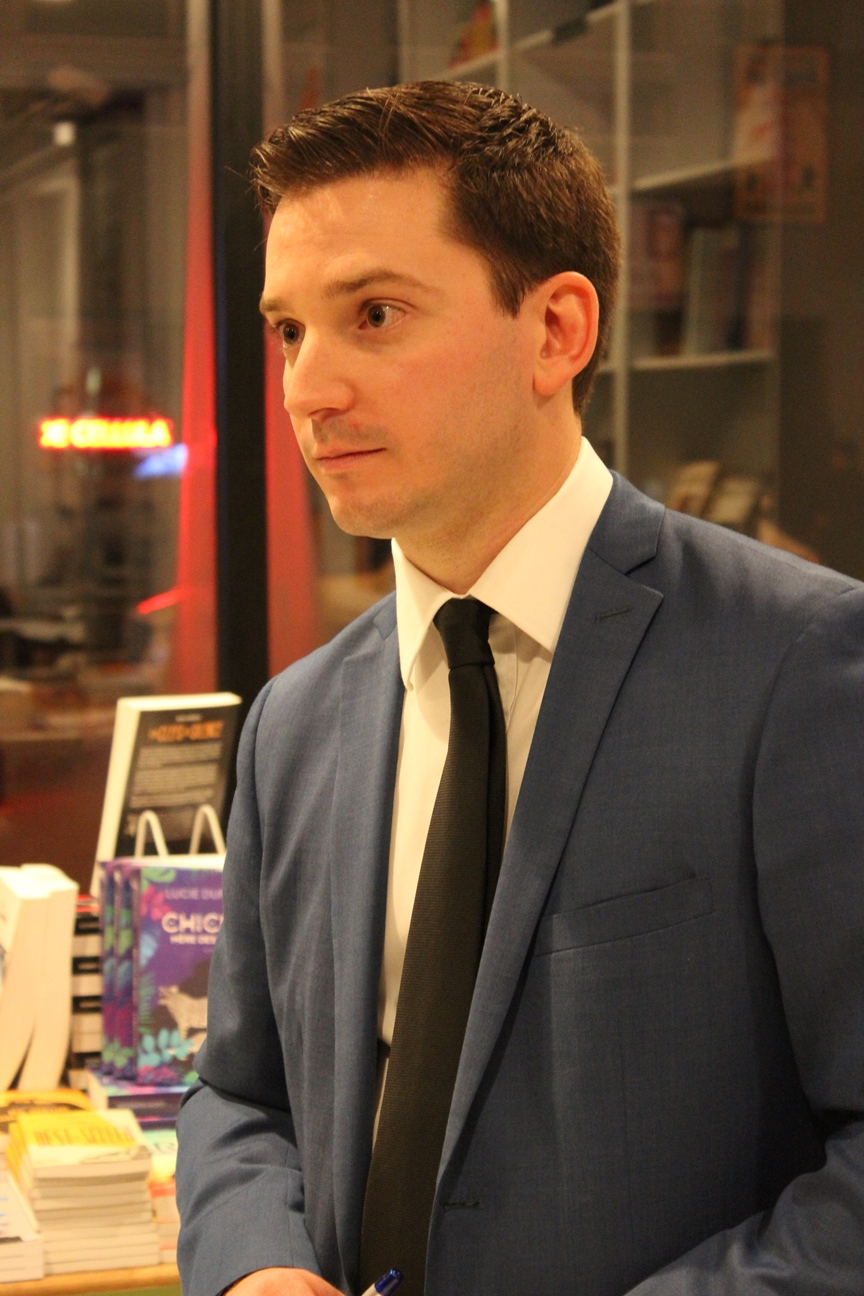
Le ministre Simon Jolin-Barrette.

Le projet de loi no 21 intitulé « Loi sur la laïcité de l'État » est présentée par le ministre caquiste de l'Immigration, de la Diversité et de l’Inclusion Simon Jolin-Barrette le 28 mars 2019.
Le projet de loi fut critiqué par l'opposition officielle et le deuxième groupe d'opposition. La députée libérale Hélène David a critiqué le projet de loi no 21 qui, selon elle, vise les minorités ethniques, surtout les musulmanes qui portent le hidjab et porte atteinte aux droits et libertés. Mme David a aussi critiqué le recours à la clause nonobstant et estime que le texte de loi est « incompréhensible au niveau intellectuel ». De son côté, Québec solidaire, réuni à ce propos en Conseil national, a décidé au cours de la fin de semaine suivant le dépôt du projet de loi, de modifier la position du parti sur la laïcité et s'oppose dorénavant à toute interdiction du port des symboles religieux et ce, pour tous les fonctionnaires de l'État. De son côté, le chef du Parti québécois Pascal Bérubé n'excluait pas que son parti vote en faveur du projet de loi, si des correctifs lui étaient apportées. Il souhaitait notamment que les centres de la petite enfance, les services de garde, ainsi que les écoles privées subventionnées soient assujetties aux mêmes obligations en matière de laïcité que les écoles publiques.
Bien que le gouvernement souhaitait, à travers son projet de loi, répondre aux recommandations du rapport Bouchard-Taylor, les deux anciens commissaires se sont opposés à son adoption. Gérard Bouchard a dit qu'il s'agissait d'un projet de loi « radical » auquel il ne pouvait se rallier car il ne voyait aucun « motif supérieur » justifiant d'interdire le port de signes religieux aux enseignants. De son côté, son ancien collègue Charles Taylor — qui a mis de côté en février 2017 les propositions qu'il défendait dans son rapport déposé en 2008 — a affirmé publiquement qu'il avait « honte » du projet de loi.

#### Adoption du projet de loi
Réunie à cet effet en séance extraordinaire, l'Assemblée nationale du Québec adopta le projet de loi sous bâillon le soir du 16 juin 2019. 73 députés de la Coalition avenir Québec et du Parti québécois votèrent pour, alors que 35 députés du Parti libéral et de Québec solidaire votèrent contre,.

### Application de la loi dans les commissions scolaires

#### Commission scolaire de Montréal
Le 19 juin, le conseil des commissaires de la Commission scolaire de Montréal a demandé un délai d'un an avant d'appliquer la loi afin de mener des consultations internes,. La Fédération des commissions scolaires du Québec s'est publiquement dissocié de la décision prise par la CSDM.
Malgré son désir de repousser l'application de la loi, la CSDM a fait parvenir le 21 juin un mémo aux directions d'écoles leur demandant de lui fournir les noms des enseignants portant des signes religieux avant le 27 mars. Aucune autre commission scolaire n'aurait fourni de directive semblable. Le ministre de l'Éducation a demandé à la Commission scolaire de Montréal d'annuler sa demande. Selon l'attaché de presse du ministre, « La CSDM semble avoir grossièrement mal interprété la loi ».
À la fin août, la Commission scolaire de Montréal a finalement décidé qu'elle appliquerait la loi dès la rentrée scolaire. Les offres d'emploi publiées cet été prévoient explicitement que « Les employés de la CSDM sont soumis à la loi sur la laïcité de l’État ». Ainsi, le 22 août, le conseil des commissaires a adopté un mémoire s'opposant au recours à la désobéissance civile comme le proposait deux commissaires indépendants. Selon Le Devoir, le directeur général de la CSDM présentera le 28 août prochain aux commissaires un plan de mise en application de la loi, information confirmée par la commission scolaire,.

#### Commissions scolaires anglophones
La veille du dépôt au Parlement du projet de loi no 21, la Commission scolaire English-Montréal a adopté une résolution s'opposant à toute interdiction de port de symboles religieux pour les enseignants de ses établissements. La commission scolaire anglophone annonça qu'en conséquence elle n'appliquerait pas la loi si celle-ci est adoptée,,. La Commission scolaire Lester B. Pearson a annoncé qu'elle ferait de même,. Le 14 mai 2019, l'Association des commissions scolaires anglophones du Québec a fait savoir en commission parlementaire qu'elle estimait que la loi n'aurait aucune autorité dans son réseau, en vertu des décisions rendus par la Cour suprême au Canada reconnaissant le droit des écoles des minorités linguistiques d'embaucher elles-mêmes leur personnel. Le recours à la clause dérogatoire inscrit dans le projet de loi ne permet pas de déroger à l'article 23 de la Charte canadienne des droits et libertés protégeant les droits à l'instruction garantis aux minorités anglophone et francophones du pays. Selon l'édition du 23 août 2019 du quotidien Le Devoir, les deux commissions scolaires de langue anglaise de Montréal devaient débattre de l'application de la Loi 21 en conseil des commissaires la semaine suivante. Finalement, la Commission scolaire English-Montréal a décidé à la dernière minute, lors du conseil des commissaires qui se tenait le 28 août, de ne pas y tenir de vote sur l'application de la loi sur la laïcité.
Le 9 décembre 2021, une enseignante de l'école Chelsea Elementary School en Outaouais due être réaffectée à d'autres tâches, car elle refusait de se conformer à l'obligation de ne pas porter de signes religieux - dans ce cas-ci, un hidjab - dans le cadre de ses fonctions. La commission scolaire Western Québec dont dépend cette école a fait savoir que, bien qu'elle ait manifesté publiquement son opposition à la loi, elle n'avait pas le choix de s'y conformer.

### Contestation de la loi devant les tribunaux
Ichrak Nourel Hak, une étudiante en enseignement qui porte le hijab, décide de contester la loi devant les tribunaux, avec l'aide du Conseil national des musulmans canadiens et l'Association canadienne des libertés civiles,. Le 18 juillet 2019, Michel Yergeau de la Cour supérieure du Québec refuse d'accorder un sursis judiciaire immédiat de deux articles de la loi portant particulièrement sur l'interdiction de port de signes religieux par les enseignants des écoles publiques. Dans son jugement, le juge précise qu'il est présumé que l'État a adopté cette loi, au même titre que toutes les autres lois, au nom de l'intérêt public et que la demande de sursis ne répond pas au « critère d'urgence ». Il estime enfin que « Les demanderesses n’ont pas démontré, comme il leur revenait de le faire, de dommages sérieux ou irréparables à l’étape de la demande d’injonction interlocutoire provisoire ». Le 23 juillet, Ichrak Nourel Hak, le CNMC et l'ACLC décident de contester la décision rendue par la Cour supérieure auprès de la Cour d'appel du Québec,. Le 1er août 2019, la Cour d'appel indique qu'elle accepte de se pencher sur la demande d'injonction refusée précédemment par la Cour supérieure,.
Le 26 septembre 2019, la Commission scolaire English-Montréal annonce qu'elle contestera la Loi 21 devant les tribunaux, au nom de l'article 23 de la Charte canadienne des droits et libertés qui protège le droit à l'enseignement dans la langue de la minorité linguistique,. Le lendemain, trois enseignantes épaulées par la Coalition Inclusion Québec décident elles aussi de contester la loi,.
Le 6 novembre 2019, la Fédération autonome de l'enseignement, un syndicat regroupant des enseignants, dépose à son tour une requête pour faire invalider plusieurs articles de la Loi sur la laïcité de l'État.
Le 26 novembre, la Cour d'appel du Québec entend la cause portée par le Conseil national des musulmans canadiens. Les requérants plaident alors que la Loi 21 porterait atteinte au droit à l'égalité entre les femmes et les hommes garanti par l'article 28 de la Charte canadienne des droits et libertés ; un argument inédit jusqu'alors dans leur plaidoirie. Le 1er décembre, l'historien et candidat pressenti à la chefferie du Parti québécois Frédéric Bastien dépose une plainte formelle au Conseil canadien de la magistrature contre la juge en chef de la Cour d'appel, Nicole Duval Hesler. Bastien accuse cette dernière d'avoir enfreint son devoir de réserve et demande par conséquent qu'elle se récuse. En date du 12 décembre 2019, une cinquantaine de plaintes ont été déposées au Conseil canadien de la magistrature concernant Nicole Duval Hesler, parmi lesquelles une de l'association féministe PDF Québec.
Le 12 décembre, la Cour d'appel rend un jugement majoritaire maintenant l'application de la loi sur la laïcité. La juge en chef Nicole Duval Hesler marque sa dissidence, estimant que l'application de l'article 6, interdisant le port de signes religieux à certains membres de la fonction publique dont les enseignants, aurait dû être suspendue le temps que les tribunaux puissent se prononcer sur le fond de l'affaire,. Les requérants décident de porter la cause en appel auprès de la Cour suprême du Canada. Le 9 avril, le plus haut tribunal du pays rejette la demande d'appel ; la loi n'est donc pas suspendue en attendant que les tribunaux se prononcent sur sa validité.
L'affaire est étudiée sur le fond par la Cour supérieure à partir d'octobre 2020. Le 9 janvier, le juge Marc-André Blanchard de la Cour supérieure autorise la participation du Mouvement laïque québécois, une association pro-laïcité, aux futures délibérations judiciaires. Le MLQ entend non seulement défendre la loi contre ceux qui cherchent à l'invalider, mais plaider que celle-ci crée de nouveaux droits, dont celui pour les élèves et leurs parents d'avoir un enseignement laïc. Le 20 avril 2021, le juge Blanchard dépose son jugement qui considère que la loi 21 viole effectivement certains droits fondamentaux, mais demeure valide puisque la clause de dérogation a été utilisée, utilisation critiquée car elle « apparaît excessive, parce que trop large, bien que juridiquement inattaquable dans l’état actuel du droit ». La décision judiciaire stipule toutefois que les dispositions de la loi concernant le port de signes religieux ne peuvent s'appliquer ni aux commissions scolaires de la minorité d'expression anglaise, ni aux élus de l'Assemblée nationale du Québec. Le gouvernement du Québec fait aussitôt appel du jugement.
Avant de statuer sur le fond de l'affaire, la Cour d'appel du Québec décrète le 9 novembre 2021 que les commissions scolaires de langue anglaise devront continuer jusqu'à nouvel ordre à appliquer les dispositions de la loi sur la laïcité de l'État, notamment en ce qui concerne le recrutement d'enseignantes souhaitant porter des signes religieux.
La Cour suprême du Canada est appelée à se prononcer sur la constitutionnalité de la Loi sur la laïcité. L'un de ses juges, Mahmud Jamal, annonce le 9 juillet 2024 qu'il a décidé de se récuser de cette affaire. Il avait précédemment exercé les fonctions de président du C.A. de l'Association canadienne des libertés civiles, qui conteste la loi. Le 23 janvier 2025, la Cour suprême du Canada accepte d'entendre la contestation de la loi.

## Réactions politiques

### Avant l'adoption du projet de loi
Les villes anglophones de l'Ouest de l'île de Montréal ont demandé à être exemptées de l'application du projet de loi,.
Le 5 avril 2019, le maire de Hampstead, William Steinberg, a soulevé la controverse lorsqu'il a affirmé que le projet de loi s'apparentait à du « nettoyage ethnique », propos aussitôt condamnés par le ministre de l'Immigration Simon Jolin-Barrette,. Ses propos ont été unanimement dénoncés par la classe politique et plusieurs, dont le premier ministre du Québec, ont demandé des excuses,. Loin de retirer ses paroles, le 9 avril, M. Steinberg a plutôt indiqué qu'il préférera l'expression « nettoyage ethnique pacifique » à l'avenir.

### Après l'adoption du projet de loi
Le 17 juin 2019, soit le lendemain de l'adoption définitive du projet de loi, le ministre fédéral de la Justice David Lametti a fait savoir que son gouvernement n'excluait pas de participer à la contestation judiciaire de la nouvelle loi. Le même jour, l'ancienne première ministre néodémocrate de l'Alberta, Rachel Notley, a publié un message sur Twitter où elle affirmait que c'est « un jour triste pour le Canada quand le racisme devient loi ».
Quelques jours plus tard, son successeur le premier ministre albertain Jason Kenney a dit à l'Assemblée législative qu'il avait fait part de son opposition au projet de loi lors de sa rencontre avec son vis-à-vis François Legault le 12 juin.
Le 26 juin 2019, le premier ministre du Manitoba Brian Pallister dénonça à son tour la loi québécoise, appelant tous ses homologues de l'Ouest canadien à dénoncer une loi « dangereuse, non canadienne, qui mérite qu’on s’y oppose ». Le 18 juillet, quelques heures après qu'un juge de la Cour supérieure du Québec eut refusé de suspendre des articles contestés de la Loi sur la laïcité de l'État, Brian Pallister a invité publiquement les fonctionnaires québécois que la loi rend mal à l'aise à venir s'établir au Manitoba, qui manque cruellement de fonctionnaires bilingues. Le 27 novembre, le gouvernement du Manitoba fait paraître des messages publicitaires dans des journaux francophones québécois, invitant les Québécois qui se sentent lésés par la Loi 21 à venir s'y établir ; une initiative dénoncée à la fois par le gouvernement caquiste et l'opposition péquiste.
Le 11 septembre 2019, soit le jour du déclenchement des élections fédérales, le premier ministre canadien sortant Justin Trudeau a refusé de s'engager à ne pas contester la Loi 21 en cas de réélection du Parti libéral du Canada. De son côté, le premier ministre québécois François Legault a demandé publiquement le même jour à tous les chefs de partis fédéraux de s'engager à ne pas contester devant les tribunaux la loi québécoise.
Depuis l'adoption de la loi québécoise sur la laïcité, les conseils municipaux de Victoria, de Calgary, de Toronto et de Vancouver ont adopté à l'unanimité des motions s'opposant à celle-ci,,,.
Le 25 novembre 2019, l'Assemblée législative de l'Ontario a adopté à l'unanimité une motion dénonçant la loi québécoise sur la laïcité et appelant le gouvernement ontarien à participer à une éventuelle contestation de celle-ci devant la Cour suprême du Canada.
En décembre 2021, la mutation d'une première enseignante en application de la loi ravive le débat, notamment dans la presse anglophone du Canada. Le Nouveau Parti démocratique décide de soutenir l'intervention du gouvernement du Canada dans la contestation judiciaire de la loi. La Ville de Brampton, en Ontario, mobilise d'autres villes canadiennes, dont Toronto, pour financer la contestation. Cette initiative est critiquée au Québec tant par des soutiens que des opposants à la loi. Le 13 décembre, la branche canadienne de Greenpeace publie un communiqué selon lequel « la Loi 21 est fondée sur l’idéologie suprématiste blanche ».
L'ambassadeur du Canada aux Nations unies Bob Rae déclare que la loi 21 est contraire à la déclaration universelle des droits de l'homme.

## Opinion publique

### Au Québec
Il est à noter que malgré les contestations et protestations publiques venant principalement du Canada anglais, la population québécoise est favorable au projet de loi. En décembre 2018, un sondage mené sur 400 Québécois a montré que le taux d'appui était de 65 %. En mai 2019, le taux mesuré était de 64 %. Cependant ce dernier sondage, indiquait également que les répondants étaient divisés, à 43 % de chaque part, à savoir si les contrevenants devraient perdre leur emploi. De plus, 48 % des répondants estimaient que le projet de loi aurait un impact négatif sur les relations entre les différents groupes culturels.
Cependant, une analyse plus récente des sondages de 2019 à 2024 montre que l'opinion publique est fortement divisée quant à la loi sur la laïcité. En particulier, seuls 30 % des Québécois pensent que la clause dérogatoire devrait être utilisée pour contourner la Charte des droits et libertés. De plus, l'appui à l'interdiction de port de signes religieux pour les enseignants est en déclin depuis 2019, passant de 49 % à 44 % en 2022.

### Au Canada
Un sondage Léger pour La Presse mené en avril 2019 indique que 46 % des Canadiens, en incluant l'avis des Québécois, approuvent la loi tandis qu'ils sont 42 % à être contre.